# Sarota myrtea
Espèce
Sarota myrtea est une espèce d'insectes lépidoptères (papillons) de la famille des Riodinidae et du genre Sarota.

## Taxonomie
Sarota myrtea a été décrit par Frederick DuCane Godman et Osbert Salvin en 1886.

### Nom vernaculaire
Sarota myrtea se nomme Godman's Sarota en anglais.

## Description
Sarota myrtea est un papillon au dessus de couleur marron cuivré à marron presque noir à reflets et frange argentés.
Le revers est jaune foncé avec une ornementation de lignes argentées et de lignes de points marron, une marge jaune plus clair limitée par une ligne submarginale bleu argenté métallisé et une frange argenté très fournie.

## Écologie et distribution
Sarota myrtea est présent, au Mexique, au Guatemala, au Venezuela, en Équateur et en Argentine,.

### Protection
Pas de statut de protection particulier.